# Márton Richárd
Márton Richárd (Budapest, 1999. október 7. –) Európa-bajnok magyar úszó.

## Pályafutása
A Budafóka SE úszójaként 2015-ben szerzett először érmet felnőtt országos bajnokságon, amikor harmadik lett 400 méteres gyorsúszásban. A 2016-os junior Európa-bajnokságon a 4 × 100-as mix gyorsváltóval ezüstérmet, 200 és 400 gyorson bronzérmet szerzett. Egy évvel később a mix gyorsváltóval és a 4 × 200-as gyorsváltóval aranyérmes lett. A 2017-es indianapolisi junior világbajnokságon tagja volt az aranyérmes 4 × 100-as gyorsváltónak és a 4 × 200-on korosztályos világrekorddal diadalmaskodó gyorsváltónak is. 
Felnőttkarrierje nehezen indult be, egy időre háttérbe szorította az úszást, ételfutárként is dolgozott. 2020-ban aztán visszatért és a világrekorder Milák Kristóf edzőtársa lett amellett, hogy a saját karrierjét is újraindította. A tokiói olimpián szerepet kapott a 4 × 200-as gyorsváltóban, ám a stafétát kizárták. 
A 2022-es budapesti világbajnokságon szintén tagja volt a hosszabb gyorsváltónak és az ötödik helyen ért célba társaival. A római Európa-bajnokságon Németh Nándor, Holló Balázs, Milák Kristóf és az előfutamban úszó Mészáros Dániel társaként 7:05,38-as országos csúccsal aranyérmet szerzett a 4 × 200-as gyorsváltóval. Egyéniben a 200 méteres pillangóúszásban vett részt, ahol edzőtársa, Milák mögött 1:54,78-as idővel a második helyen ért célba és ezüstérmet szerzett. A Fukuokában rendezett 2023-as úszó-világbajnokságon 7. lett 200 méteres pillangóúszásban.
A 2024-es párizsi olimpián 200 méteres pillangóúszásban nem jutott döntőbe, összesítésben 14. lett.